# City-Pier-City Loop 2012
De 38e editie van de City-Pier-City Loop vond plaats op zondag 11 maart 2012. Het evenement werd gesponsord door ABN-Amro.
De Keniaan Stephen Kibet ging bij de mannen als winnaar over de finish in 58.54. Hij had acht seconden voorsprong op zijn landgenoot Jonathan Maiyo. Kenneth Kipkemoi maakte het Keniaanse podium compleet door derde te worden in 59.11. Bij de vrouwen snelde de Keniaanse Josephine Chepkoech naar de winst in 1:11.20.
Naast een halve marathon waren er ook wedstrijden over de afstanden 10 km en 5 km.

## Uitslagen

### Mannen
| rang   | naam                    | land | tijd    |
| ------ | ----------------------- | ---- | ------- |
| Goud   | Stephen Kibet           | KEN  | 58.54   |
| Zilver | Jonathan Maiyo          | KEN  | 59.02   |
| Brons  | Kenneth Kipkemoi        | KEN  | 59.11   |
| 4      | Geoffrey Kamworor       | KEN  | 59.26   |
| 5      | Victor Kipchirchir      | KEN  | 59.31   |
| 6      | Ayele Merkebu           | ETH  | 1:00.14 |
| 7      | Bernard Koech           | KEN  | 1:00.17 |
| 8      | Andualem Belay          | ETH  | 1:00.20 |
| 9      | Dickson Kiptolo         | KEN  | 1:01.34 |
| 10     | Philemon Kipchumba      | KEN  | 1:01.36 |
| 11     | Joel Kimurer            | KEN  | 1:01.57 |
| 12     | Jacob Cheshire          | KEN  | 1:02.32 |
| 13     | Michel Butter           | NED  | 1:02.33 |
| 14     | Edeo Mamo               | ETH  | 1:02.42 |
| 15     | Amos Koech              | KEN  | 1:02.56 |
| 16     | Denis Mayaud            | FRA  | 1:03.13 |
| 17     | Koen Raymaekers         | NED  | 1:03.56 |
| 18     | Sean Connolly           | IRL  | 1:04.10 |
| 19     | Henrik-Them Andersen    | DEN  | 1:04.11 |
| 20     | Henri Manninen          | FIN  | 1:04.13 |
| 21     | Mikael Ekvall           | SWE  | 1:04.14 |
| 22     | Willem Van Schuerbeeck  | BEL  | 1:04.19 |
| 23     | Ronald Schröer          | NED  | 1:04.23 |
| 24     | Ben Moreau              | ENG  | 1:04.30 |
| 25     | Asbjorn-Ellefsen Persen | NOR  | 1:04.36 |

### Vrouwen
| rang   | naam                  | land | tijd    |
| ------ | --------------------- | ---- | ------- |
| Goud   | Josephine Chepkoech   | KEN  | 1:11.20 |
| Zilver | Susanne Hahn          | GER  | 1:12.50 |
| Brons  | Merel de Knegt        | NED  | 1:14.31 |
| 4      | Marieke Falkmann      | NED  | 1:14.37 |
| 5      | Mariska Kramer        | NED  | 1:15.41 |
| 6      | Reina Visser          | NED  | 1:15.50 |
| 7      | Gladys Chepkurui      | KEN  | 1:16.28 |
| 8      | Josephine Ambjörnsson | SWE  | 1:16.52 |

1975 ·
1976 ·
1977 ·
1978 ·
1979 ·
1980 ·
1981 ·
1982 ·
1983 ·
1984 ·
1985 ·
1986 ·
1987 ·
1988 ·
1989 ·
1990 ·
1991 ·
1992 ·
1993 ·
1994 ·
1995 ·
1996 ·
1997 ·
1998 ·
1999 ·
2000 ·
2001 ·
2002 ·
2003 ·
2004 ·
2005 ·
2006 ·
2007 ·
2008 ·
2009 ·
2010 ·
2011 ·
2012 ·
2013 ·
2014 ·
2015 ·
2016 ·
2017 ·
2018 ·
2019 (afgelast) ·
2020 ·
2021 (afgelast) ·
2022 ·
2023 ·
2024